# Jürgen Falter (Fußballspieler)
Jürgen Falter (* 2. August 1971 in Deggendorf) ist ein ehemaliger deutscher Fußballspieler.

## Karriere
Über den FC Edenstetten und die SpVgg Deggendorf kam Jürgen Falter zur SG Post/Süd Regensburg, wo er sich als Oberliga-Torjäger einen Namen machte. Zuletzt (Saison 1996/97) hatte er in 18 Spielen 18 Tore für Regensburg erzielt, ehe ihn der 1. FC Nürnberg noch während der laufenden Saison verpflichtete. Der FCN war aus der zweiten Liga abgestiegen. Trainer Willi Entenmann setzte seinen Neuzugang bis auf eine Partie in allen restlichen Spielen ein, teilweise als Einwechselspieler. Nur den letzten Spieltag verpasste er wegen einer Sperre. Falter war mit sieben Toren erfolgreich und der „Club“ stieg als Meister der Regionalliga Süd in die 2. Bundesliga. Dort löste schon bald Felix Magath Entenmann ab, der auf das Sturmduo Kurth/Möckel setzte. Falter wurde meist nicht in der Aufstellung berücksichtigt und kam bis Saisonende nur auf neun Zweitligaspiele. In den ersten beiden Partien hatte er jeweils ein Tor erzielt, die aber seine einzigen in der zweiten Liga blieben.
Nach der Saison, die mit dem „Durchmarsch“ des FCN, also mit einem weiteren Aufstieg endete, ging Falter zum SSV Jahn Regensburg (Landesliga).  Während der Saison 1999/2000 wechselte er zu Wacker Burghausen (Regionalliga Süd). In zwei Jahren kam er dort 28-mal zum Einsatz (8 Tore). Nach seinem Wechsel zu den Amateuren des SSV Jahn Regensburg trat er wieder als Torjäger in der Oberliga in Erscheinung. Ab 2004 spielte er bei den Vereinen SC 04 Schwabach, Freier TuS Regensburg, 1. FC Schwarzenfeld und seit 2009 beim TSV Falkenstein.

### Statistik
| Liga          | Spiele (Tore) |
| ------------- | ------------- |
| 2. Bundesliga | 09 0(2)       |
| Regionalliga  | 48 (15)       |
| Wettbewerb    |               |
| DFB-Pokal     | 01 0(0)       |